# 48159 Saint-Véran
48159 Saint-Véran è un asteroide della fascia principale. Scoperto nel 2001, presenta un'orbita caratterizzata da un semiasse maggiore pari a 2,6766471 UA e da un'eccentricità di 0,0358893, inclinata di 4,07824° rispetto all'eclittica.